# 圣埃斯皮里图-杜图尔武
圣埃斯皮里图-杜图尔武（葡萄牙語：Espírito Santo do Turvo）是巴西圣保罗州的一个市镇。总面积191.294平方公里，总人口4195人，人口密度21.9人/平方公里。